# Hacısekililer, Konyaaltı
Hacısekililer là một xã thuộc huyện Konyaaltı, tỉnh Antalya, Thổ Nhĩ Kỳ. Dân số thời điểm năm 2011 là 522 người.